# 4images
4images - Sistema de administración de galerías multimedia también se puede definir 4images como un sistema de galería web basado en PHP y MySQL para la presentación de imágenes en Internet.
4images puede ser configurado a través de un área de administración protegido por contraseña. 4images soporta aparte de los típicos formatos de imagen como JPG, GIF y PNG, otros formatos de datos. Además 4images incluye un sistema de plantillas para modificar el diseño de la galería. Un archivo de idioma externo permite una traducción fácil a otros idiomas.
Por ejemplo, Host Europe, Westdeutscher Rundfunk y el Hamburger Sportverein usan 4images.

## Características
4images incluye las siguientes características:
- Instalación guiada a través del Navegador
- Área de administración protegida por contraseña
- Copia de seguridad para la Base de datos
- Ilimitadas categorías y subcategorías
- Contador de votos y descargas
- Formatos de imagen y tipos de datos integrador por defecto: jpg, gif, png, aif, au, avi, mid, mov, mp3, mpg, swf, wav, ra, rm, zip
- Extensible para cada formato de archivo
- Muestra de información IPTC y EXIF de cada imagen
- Función de subida por Navegador o FTP
- Comentarios y postales
- E-Cards
- Generador RSS
- Protección de formularios con CAPTCHA
- Protección contra hotlinking
- Administración de usuarios, grupos
- Multilingüe